# Direkte Aktion (Zeitung)
Die Direkte Aktion (DA) ist eine seit 1977 erscheinende Zeitung der anarchosyndikalistischen Gewerkschaftsföderation Freie Arbeiter*innen-Union (FAU). Sie wurde bis 2016 in einem zweimonatlichen Rhythmus mit 16 Seiten im Berliner Format herausgegeben. Aufgrund finanzieller Probleme wurde die Druckausgabe eingestellt. Seit Dezember 2016 erscheint sie als Blog.
Die „Direkte Aktion“ ist in die Rubriken „Betrieb und Gesellschaft“, „Hintergrund“, „Globales“, „Zeitlupe“ und „Kultur“ gegliedert. In ihnen werden aktuelle ökonomische Entwicklungen aus Arbeitnehmersicht analysiert, aber auch Berichte von Arbeitskämpfen veröffentlicht. Auf der letzten Seite der Druckausgabe gab es ein „sozialrevolutionäres Kreuzworträtsel“.
Die Redakteure der Direkten Aktion werden auf dem jährlich stattfindenden Kongress der FAU gewählt, in der Regel für eine Zeit von zwei Jahren. Da sie, wie in der FAU üblich, mit einem imperativen Mandat ausgestattet werden, sind sie der Organisation nicht nur rechenschaftspflichtig, sondern können auch jederzeit abgewählt werden. Da es bei der FAU keine freigestellten oder bezahlten Funktionäre gibt, arbeitet das Redaktionskollektiv unentgeltlich.
Vorgängerzeitungen waren Die Einigkeit der Freien Vereinigung deutscher Gewerkschaften (bis 1914), Der Syndikalist der Freien Arbeiter-Union Deutschlands (bis 1932) und Die freie Gesellschaft der Föderation freiheitlicher Sozialisten (bis 1953).
Die Zeitung kooperierte mit Linksnet. Im September 2011 erschien dort ein erster Artikel der Direkten Aktion.